# Convenção da Haia sobre a Cobrança Internacional de Alimentos para Crianças e Outros Membros da Família
A Convenção da Haia sobre a Cobrança Internacional de Alimentos para Crianças e Outros Membros da Família, também conhecida como Convenção da Haia sobre a Cobrança Internacional de Alimentos em benefício dos Filhos e de outros Membros da Família, Convenção da Haia sobre Alimentos ou Convenção da Haia sobre Pensão Alimentícia, é uma convenção ou tratado multilateral que rege a execução de decisões judiciais relativas a pensão alimentícia extraterritorialmente.
Possui como instrumento adicional o Protocolo sobre a Lei Aplicável às Obrigações de Prestar Alimentos.
É uma das várias convenções na área do direito internacional privado da Conferência da Haia de Direito Internacional Privado.

## Estados-membros e signatários
A Convenção está aberta a assinatura de todos os Estados, bem como às Organizações Regionais de Integração Econômica, desde que sejam compostas apenas por Estados soberanos e tenham soberania sobre (parte do) conteúdo da convenção.
A convenção entrou em vigor em 1 de janeiro de 2013 entre a Noruega e a Albânia, e em seguida com a Bósnia-Herzegovina (2013), a Ucrânia (2013), a União Europeia (2014, exceto no que diz respeito à Dinamarca), Montenegro (2017), Estados Unidos (2017), Turquia (2017), Cazaquistão (2017), Brasil (2017), Honduras (2017), Belarus (2018), Guiana (2020), Nicarágua (2020), Reino Unido (2021), Sérvia ( 2021), Nova Zelândia (2021), Equador (2022) e Botswana (2022). Como a aceitação da convenção pela União Europeia se aplica a 26 de seus países, a convenção se aplica no total a 44 países em todo o mundo.
No Brasil, o Decreto nº 9.176, de 19 de outubro de 2017 promulgou, além da Convenção da Haia sobre a Cobrança Internacional de Alimentos para Crianças e Outros Membros da Família, o Protocolo sobre a Lei Aplicável às Obrigações de Prestar Alimentos. O Protocolo complementa a Convenção com regras internacionais uniformes para a determinação da lei aplicável a pedidos de alimentos.

## Escopo da Convenção
A Convenção se aplica a obrigações alimentares decorrentes de uma relação de filiação relativamente a pessoas com menos de 21 anos (ou 18, nos casos de reserva), bem como a matéria de alimentos entre cônjuges.
Um país pode ainda declarar a aplicação da convenção a outras formas de prestação de alimentos à família, como fez o Brasil, que estendeu a proteção da convenção, em particular, às obrigações relativas a pessoas vulneráveis, entendidas no contexto da Convenção como aquelas que, devido a deficiência ou insuficiência das capacidades pessoais, não estão em condições de assegurar a sua subsistência.
Esse escopo mais amplo só é válido entre dois estados-membros se ambos tiverem feito declarações para o mesmo aumento de escopo.

## Procedimentos
Para os procedimentos da Convenção, os Estados-Partes devem estabelecer uma Autoridade Central para a convenção, por meio da qual serão feitos os pedidos de execução de decisões judiciais ou administrativas, enquanto a autoridade do país a quem o pedido é apresentado deve prestar assistência adicional gratuita ao pedido. Como a convenção é baseada na execução de decisões judiciais, o mérito da decisão em si não pode ser levado em consideração.
O pedido deve incluir a sentença ou a decisão com conteúdo de sentença que julgou o mérito da causa, bem como a prova de que o "requerido foi devidamente notificado do processo e teve a oportunidade de ser ouvido, ou que o requerido foi devidamente notificado da decisão e teve a oportunidade de impugná-la ou apelar de fato e de direito".
A autoridade receptora é obrigada a executar ativamente as decisões por meios que sejam pelo menos tão eficazes quanto aqueles usados na execução de decisões dentro de seu próprio país. Esses meios podem incluir a retenção de salários ou pagamentos de seguridade social ou penhoras de contas bancárias. A convenção também prevê o auxílio nos recursos à mediação, conciliação ou outros procedimentos análogos para favorecer a execução voluntária.
Também entidades públicas podem atuar como credoras da prestação de alimentos ou reclamar o reembolso de prestações fornecidas aos seus credores a título de alimentos.

## Reservas e Declarações
Alguns pontos da Convenção podem ser objeto de reservas e declarações por parte de cada país, para adaptá-la aos termos da sua própria legislação.

No caso do Brasil, o Congresso Nacional aprovou as reservas e declarações propostas pelo Ministério da Justiça e Segurança Pública e pelo Itamaraty. Sendo assim, a Convenção vigora no Brasil com as seguintes particularidades:
| “ | a) Reserva ao Artigo 20, §1, alínea ‘e’: O Brasil não reconhece nem executa decisão em que as partes tiverem acordado por escrito a competência quando o litígio envolver, além de crianças, obrigações de prestar alimentos para pessoas consideradas maiores incapazes e idosos, categorias definidas pela legislação brasileira e que serão especificadas conforme disposto no artigo 57. b) Reserva ao Artigo 30, §8: O Brasil não reconhece nem executa um acordo em matéria de alimentos que traga disposições a respeito de pessoas menores, maiores incapazes e idosos, categorias definidas pela legislação brasileira e que serão especificadas conforme disposto no artigo 57 da Convenção. c) Declaração com relação ao Artigo 2º, §3º: O Brasil amplia a aplicação de toda a Convenção, ressalvadas eventuais reservas, a obrigações de prestar alimentos derivadas de relação de parentesco em linha colateral, parentesco em linha reta, casamento ou afinidade, incluindo, especialmente, as obrigações relativas a pessoas vulneráveis. | ” |
|   | |   |

## Relação com outras Convenções
A Convenção da Haia de 2007 revisa duas outras convenções da Conferência da Haia, bem como uma convenção das Nações Unidas, relativas ao apoio à família:
- 1973 - Convenção da Haia sobre o Reconhecimento e Execução das Decisões relativas às Obrigações Alimentares;
- 1958 - Convenção da Haia sobre o Reconhecimento e Execução de Decisões em Matéria de Prestação de Alimentos a Menores;
- 1956 - Convenção das Nações Unidas sobre Prestação de Alimentos no Estrangeiro.

Quando a Convenção de 2007 estiver em vigor nos territórios dos estados-membros que também são partes de uma dessas Convenções, a Convenção de 2007 é a que deverá ser a aplicável, em prejuízo das demais, nos termos de seus Artigos 18 e 49.

## Protocolo sobre a Lei Aplicável às Obrigações de Prestar Alimentos
A forma de definição de qual será lei aplicável às obrigações alimentares não é regida pela Convenção principal, mas por um protocolo adicional (formalmente, é outra convenção), celebrado no mesmo dia. Em 2010,  o Protocolo foi ratificado pela União Europeia, e a Sérvia o ratificou em 2013, levando à entrada em vigor da convenção em 1º de agosto de 2013. Posteriormente Cazaquistão (2016), Brasil (2017), Equador (2022) e Ucrânia (2022) tornaram-se partes do Protocolo. A Macedônia do Norte assinou o Protocolo, mas não o ratificou.
A previsão da lei aplicável em um protocolo específico se justifica pela constatação de que incluir regras sobre lei aplicável na Convenção de 2007 era irrealista devido às grandes diferenças existentes entre os sistemas jurídicos nacionais.